# Фелікс Велькенгейзен
Фелікс Велькенгейзен (нід. Félix Welkenhuysen, 12 грудня 1908, Сен-Жіль — 20 квітня 1980) — бельгійський футболіст, що грав на позиції півзахисника за клуб «Уніон Сент-Жілуаз», а також національну збірну Бельгії.
Був гравцем легендарної команди «Уніон Сент-Жілуаз» яка не програвала протягом 60 матчів поспіль (з 9 січня 1933 року по 10 лютого 1935 року), вигравши за цей час три чемпіонські титули. 

## Клубна кар'єра
У футболі дебютував 1926 року виступами за команду клубу «Уніон Сент-Жілуаз», кольори якої і захищав протягом усієї своєї кар'єри гравця, що тривала двадцять один рік.  За цей час тричі виборював титул чемпіона Бельгії.

## Виступи за збірну
1934 року дебютував в офіційних матчах у складі національної збірної Бельгії. Протягом кар'єри у національній команді провів у її формі 4 матчі.
У складі збірної був учасником чемпіонату світу 1934 року в Італії, де зіграв проти збірної Німеччини (2-5).
Помер 20 квітня 1980 року на 72-му році життя.

## Титули і досягнення
- Чемпіон Бельгії (3):

«Уніон Сент-Жілуаз»: 1932-1933 1933-1934, 1934-1935